# Caelius browni
Caelius browni är en skalbaggsart som beskrevs av Saylor 1934. Caelius browni ingår i släktet Caelius och familjen Aegialiidae. Inga underarter finns listade.